# 3D甲子園 プラコン大作
『3D甲子園 プラコン大作』（さんディーこうしえん プラコンだいさく）は、たかや健二による日本の漫画。プラモデル製作、特にジオラマ製作をテーマとした漫画であり、模型作家にしてジオラマ製作の第一人者でもある十川俊一郎がテクニカルアドバイザーとしてクレジットされている。小学館の『別冊コロコロコミック』において、1983年11号（同年1月発行）から1984年3月号まで連載。その後に連載の場を『月刊コロコロコミック』に移し、1984年4月号から1985年3月号、および同年の春休み増刊号（同年4月発行）まで連載された。単行本全6巻。

## あらすじ
少年モデラーが100万人にもなり、彼らが競い合うプラモコンテストが年200回も開催される、世はまさにプラモ戦国時代。全日本プラモ連盟は、少年少女モデラーたちが規定のキットで制限時間内にジオラマ製作の腕を競い合う全国大会「3D選手権」を開催。木戸大作たち最年少出場チーム・ブルースターズは、並みいる強豪モデラーたちとの激戦を潜り抜けつつ、全国大会会場の甲子園球場を、そして日本一のモデラーの座を目指す。

## 登場人物
木戸 大作（きど だいさく）
主人公。通称、プラコン大作。ブルースターズのキャプテンを務める熱血漢。第1話ではプラモを卒業済みと称し釣りに興じてていたものの、荒川との出会いでプラモの奥深さを知ってブルースターズに加入する。驚異的な精神力と集中力による「プラ魂（プラこん）」で、プラモやジオラマが現実化したかのような世界を自らのイメージの中に描き出し、その中で奇抜なプラモ改造のアイディアを次々に生み出す。スケールモデルが不得手なのが弱点。
後年の『熱血!!コロコロ伝説 進撃!!合体まんが傑作選』の描き下ろし合作作品『ヒーロースペシャル2008』では、国際宇宙工学博士として成長した姿が描かれている。
西条 真二（さいじょう しんじ）
ブルースターズのキット製作担当。秀才タイプで、大作も認める技術の持ち主。大作加入当時はキャプテンの座を争ったり、その後も幾度か衝突しつつも、次第に絆を強めていく。プラモ作りにおける最高の資料集、「プラモ聖書（バイブル）」の持ち主。
大島 祐介（おおしま ゆうすけ）
通称、ブーちゃん。ブルースターズのベース（土台）製作担当。やや太めだが、努力家。その熱血ぶりから暴走しがちな大作を、しばしば諌める。
小林 百合子（こばやし ゆりこ）
通称、ユリッペ。ブルースターズの紅一点で、ロングヘアーの美少女。フィギュア製作担当。大作の幼馴染みで、第1話で大作を荒川に紹介した。
荒川 和彦（あらかわ かずひこ）
模型店「笹塚ホビーショップ」の店長で、ユリッペの親戚。ブルースターズの監督を務める。
月影 一刀斎（つきかげ いっとうさい）
プラモ仙人とも呼ばれる、日本の模型界の産みの親の1人。木型やソリッドモデルの製作に長ける。30年前に第一線を退き、静岡の山奥で模型塾を開いて若者たちを育てている。3D甲子園の静岡県代表チーム、サンダーバードの監督も務めている。
白鳥 竜也（しらとり りゅうや）
サンダーバードのキャプテン。模型塾へ合宿に来た大作と出会い、技を競い合いつつ良きライバルとなり、後の甲子園での再戦を誓い合う。一刀斎と見紛うノミさばきや水も漏らさぬ平滑な研磨など、高い技術を持つ。
月影 俊之介（つきがた しゅんのすけ）
大阪府代表のヘル・スレイヤーズのキャプテン。一刀斎の弟である月形徹心斎を父に持ち、月形家の後継者としてプラモ以外の一切の遊びを許されない環境で育ったため、「プラモはこの世から無くしてしまうべき」と言うほどプラモを非常に強く嫌悪している。3D選手権で勝ち抜けばプラモをやめても良いという父との約束を賭け、大会に臨む。平面同士が貼り合わされる性質を利用して接着剤を使わずにキットを組み上げる技術を持ち、更にSFX技術も駆使する強敵。
夢 走一郎（ゆめ そういちろう）
ラジコンレースチーム「レッドスターズ」のキャプテン。「ラジコン界の赤い彗星」の異名をとる。初めはプラモをラジコンより格下のホビーと捉え、ラジコン操縦が拙い大作を嘲った。だが大作の作ったラジコンカーの高性能ぶりに感嘆、さらにライバルチームの妨害をブルースターズの助けで乗り越えたことで互いに認め合う親友となる。

## 作風とテーマ
作中ではプラモデルによるジオラマ製作を複数人編成のチーム同士の対戦イベントとすることにより、本来地味なイメージのあるプラモ製作に、チームワークとスポーツ性を取り込んで描いている。こうした発想は、料理漫画『包丁人味平』における劇場型の対決ショーを料理からホビーに進化させたものであり、後のテレビ番組『TVチャンピオン』に先駆けているとする見方もある。
たかや健二は本作連載前から誌上でプラモコーナーのカットを担当しており、本作と連動してプラモデルの技術を読者に伝える「プラコン教室」も描かれ、読者がプラモやジオラマの製作の腕を競い合う「全日本プラモ写真コンテスト」も開催された。

## 製作背景
たかや健二の初の連載作品であり、たかやが第2回藤子不二雄賞を受賞したことを機に連載が開始された。当時の『コロコロコミック』の競合誌『コミックボンボン』（講談社）で、プラモ漫画『プラモ狂四郎』が読者の注目を集めていたことから、それに対抗し得るプラモ漫画を目指して描かれた作品である。
当時はガンプラが人気を博していたものの、そのメーカーであるバンダイが『コミックボンボン』と提携していたために作中でガンプラを用いることは許されず、小学館が『超時空要塞マクロス』の掲載権を所有していたこともあって、登場するプラモは『マクロス』のものが主である。たかやはガンプラを愛好していたためにこれを残念だったというが、それが逆に作品に力を入れる要因となり、作中には『マクロス』などのSFメカに限らず自動車、恐竜、銃、さらには屋台など、バリエーションに富むプラモが登場することになった。もっともこれだけ数々の種類が登場する中、ガンプラが一切登場しない展開を不自然とする意見もあるものの、たかや自身は「『狂四郎』以上にプラモ作りの魂を描き表せた」と語っている。
なお、たかやは以前に藤子不二雄のアシスタントを務めていたことから、本作の中に藤子2人に似せた人物が審査員として登場したり、逆に藤子の漫画『ドラえもん』に本作の主人公たちに似せた人物が登場したり、といったカメオ出演も行われている。さらに『ドラえもん』の中のエピソードで、登場人物が『プラコン大作』を読んでいることを語る台詞があり、たかやは「藤子先生も自分の作品を気にかけてくださっている」と改めて知って感激し、同期の漫画家たちからも大変羨ましがられたという。

## 書誌情報
- たかや健二『3D甲子園 プラコン大作』小学館〈てんとう虫コミックス〉、全6巻
  1. 1983年10月発行、ISBN 978-4-09-140621-7
  2. 1984年3月発行、ISBN 978-4-09-140622-4
  3. 1984年5月発行、ISBN 978-4-09-140623-1
  4. 1984年9月発行、ISBN 978-4-09-140624-8
  5. 1985年4月発行、ISBN 978-4-09-140625-5
  6. 1985年5月発行、ISBN 978-4-09-140626-2